# 神前神社 (半田市)
神前神社（かみさき じんじゃ）は、愛知県半田市亀崎町2丁目92番地にある神社。社格は旧県社であり、地元では県社（けんしゃ）と呼ばれて親しまれている。祭礼として亀崎潮干祭を開催している。
東海地方では数少ない「子供の神様」を祀ることで知られ、七五三の時は大いに賑わう。6月には井戸を覗いて虫封じをする神事の「虫封祭」が挙行される。

## 祭神
- 神倭磐余彦尊（かむやまといわれひこのみこと）[1]

## 歴史
社伝によれば、神武天皇は東征の途中に伊勢国から船でこの地に上陸した。この逸話による神嵜（かんざき）が亀崎（かめざき）という地名の語源とされる。上陸地点は天神洲（てんじんす）と名付けられ、小祠を建てて産土神として崇敬されたのが本社の創始である。
慶長17年（1612年）、神武天皇が使ったという伝承のある井戸がある現在地に遷宮した。この井戸は「神の井」と呼ばれ、拝殿の裏に残っている。現在の境内は高台にあり、強風や大波の被害を受けにくいとされる。
当初は神前天神と称していたが、やがて亀崎神社に改称した。1871年（明治4年）、近代社格制度による郷社に列せられた。1885年（明治18年）には亀崎神社から神前神社に改称し、県社に昇格した。太平洋戦争後には近代社格制度が廃止されたが、現在でも神前神社は県社の名称で親しまれている。

## 境内

### 主な建物
- 本殿
- 拝殿
- 神楽殿
- 社務所
- 一の鳥居、二の鳥居
- 手水舎
- 神馬像
- 菅原道真像
- 臥牛像

### ギャラリー（画像集）

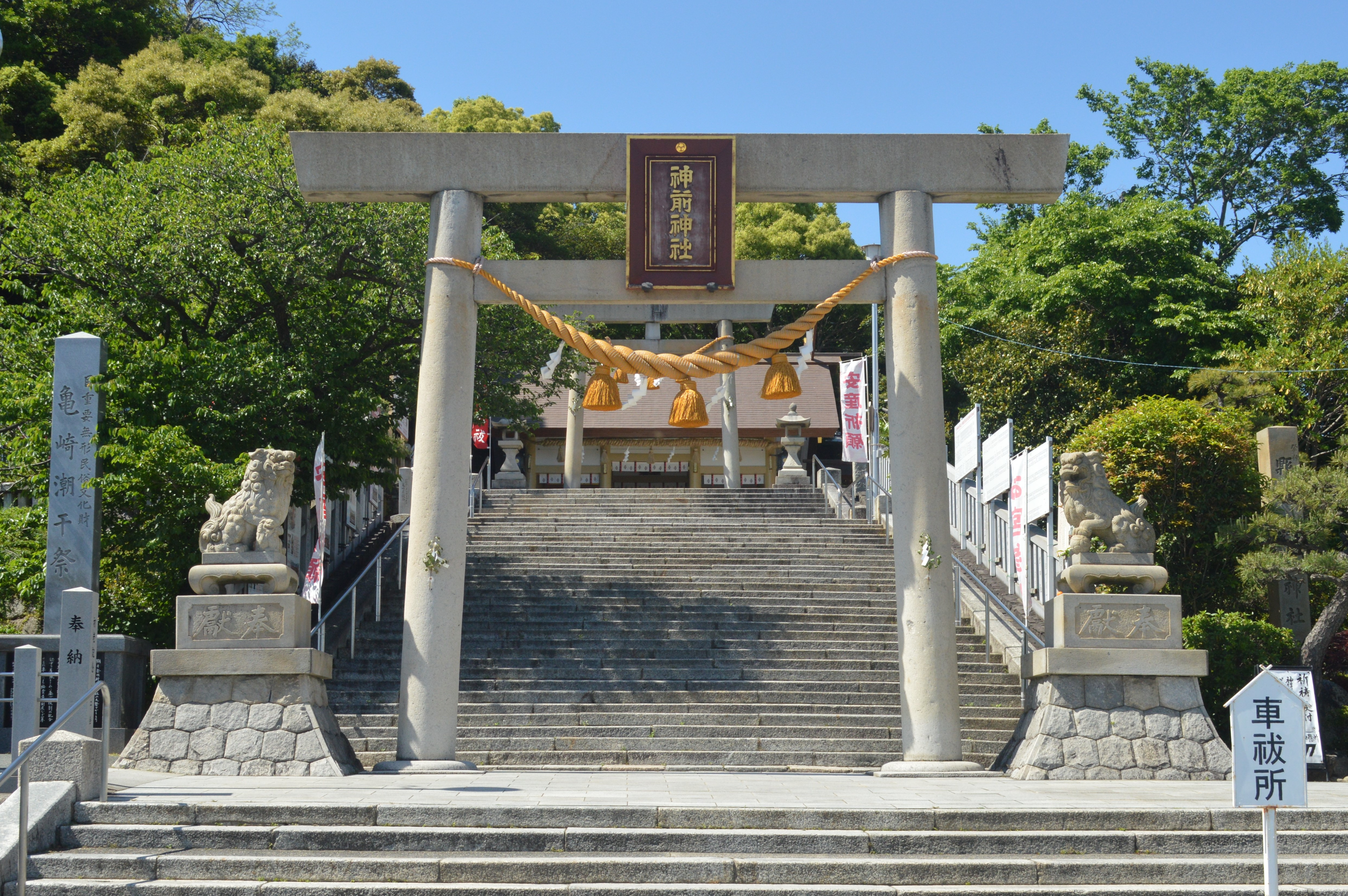
一の鳥居
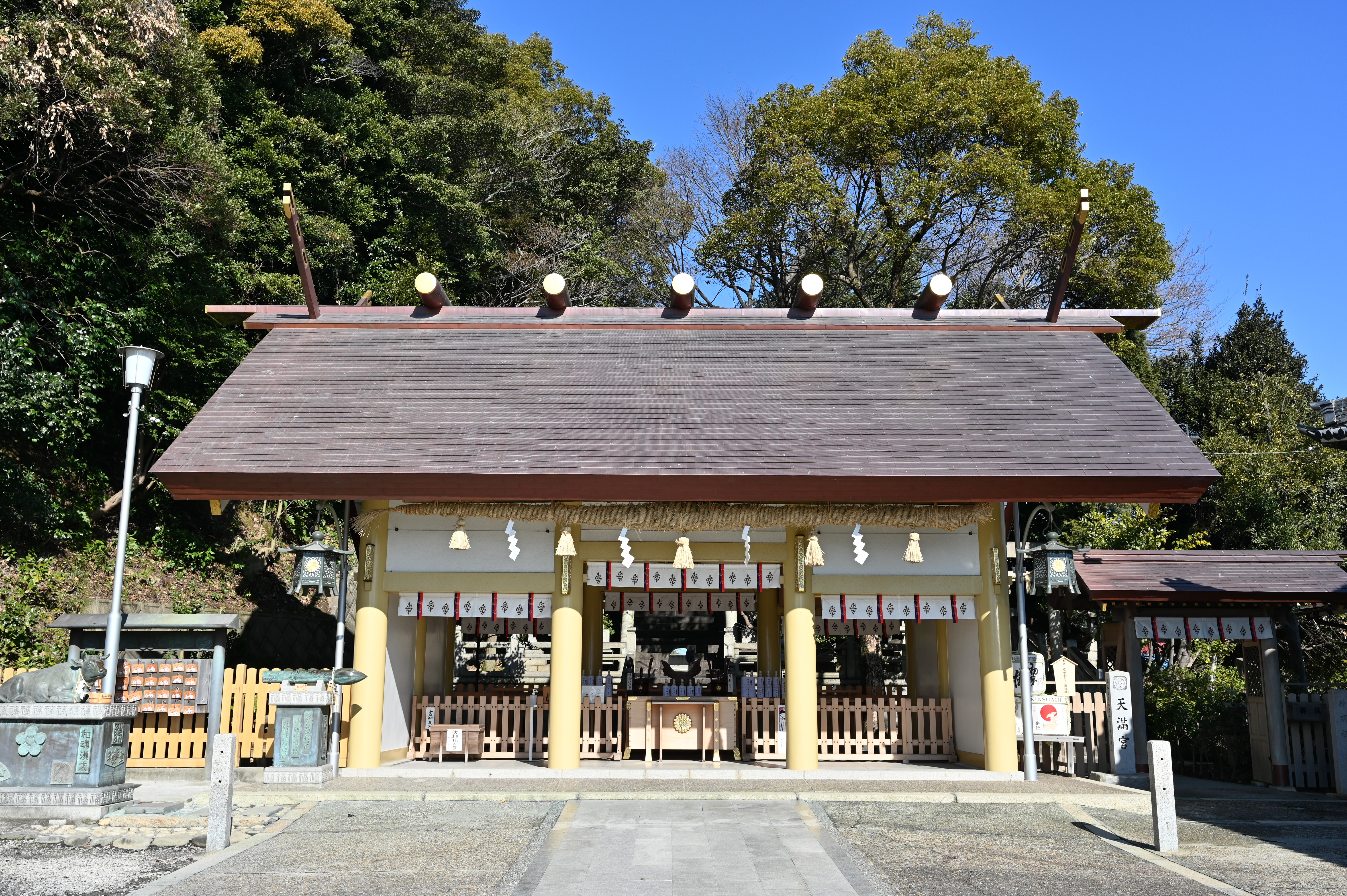
拝殿
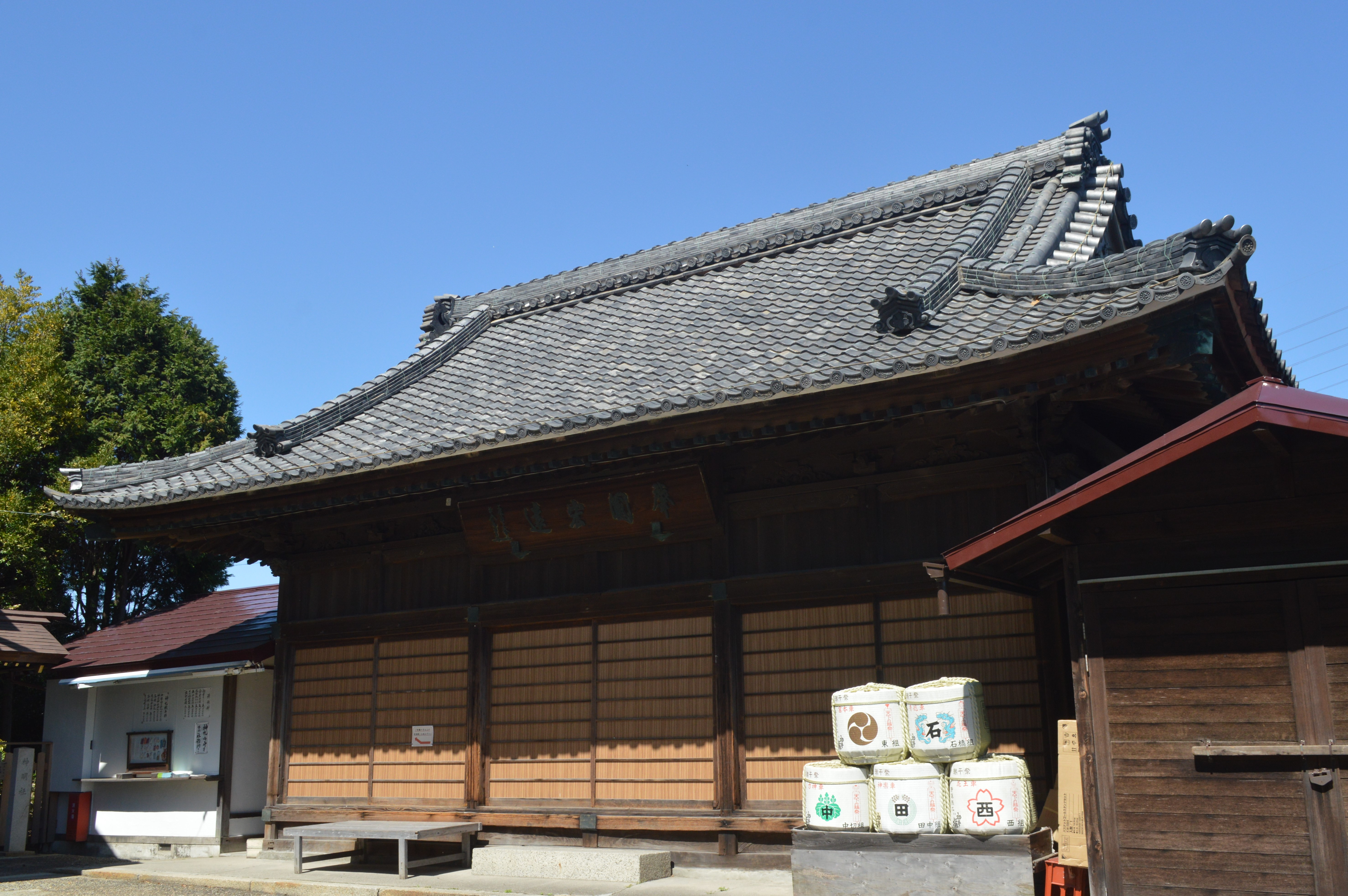
神楽殿
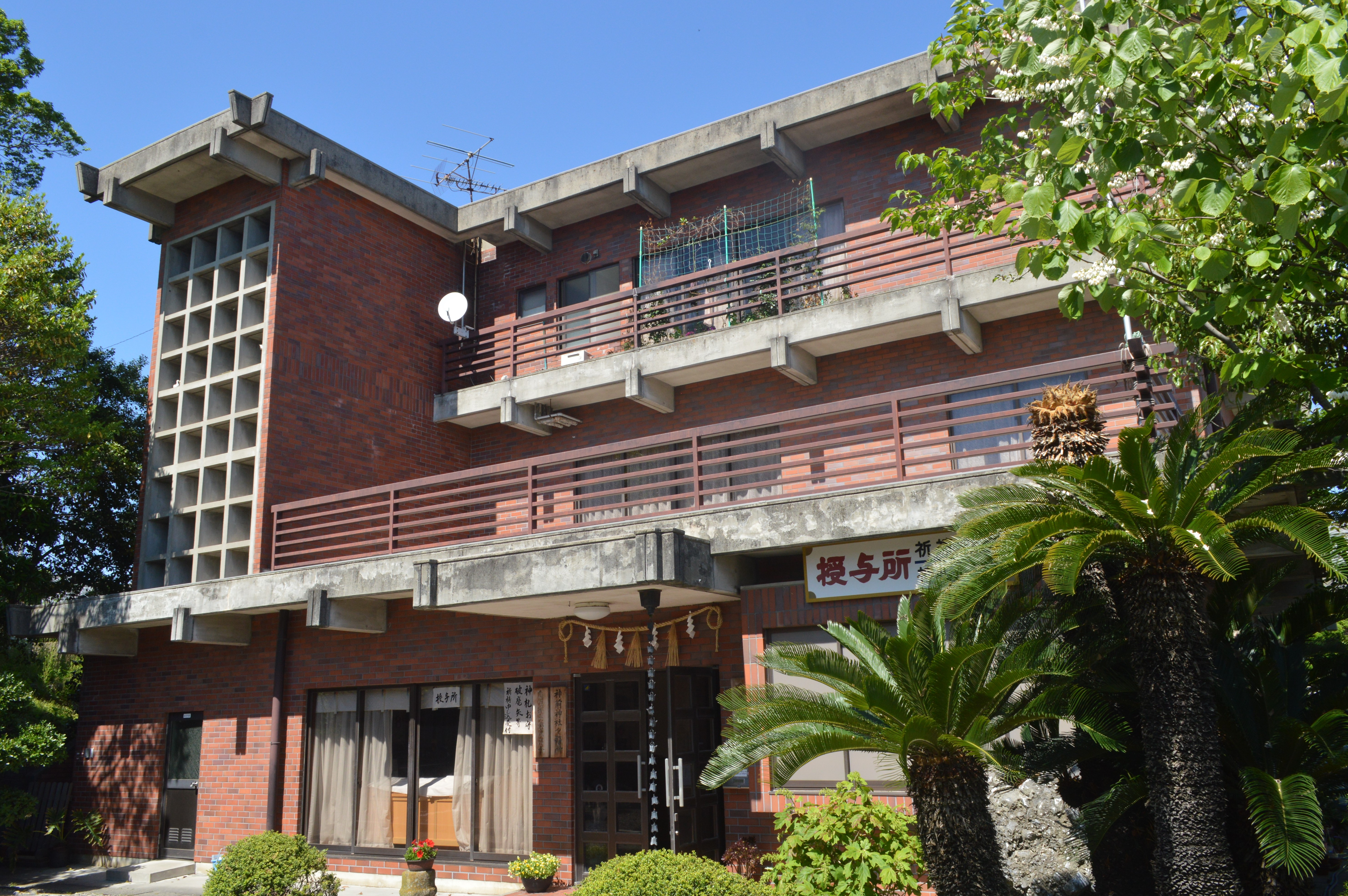
社務所
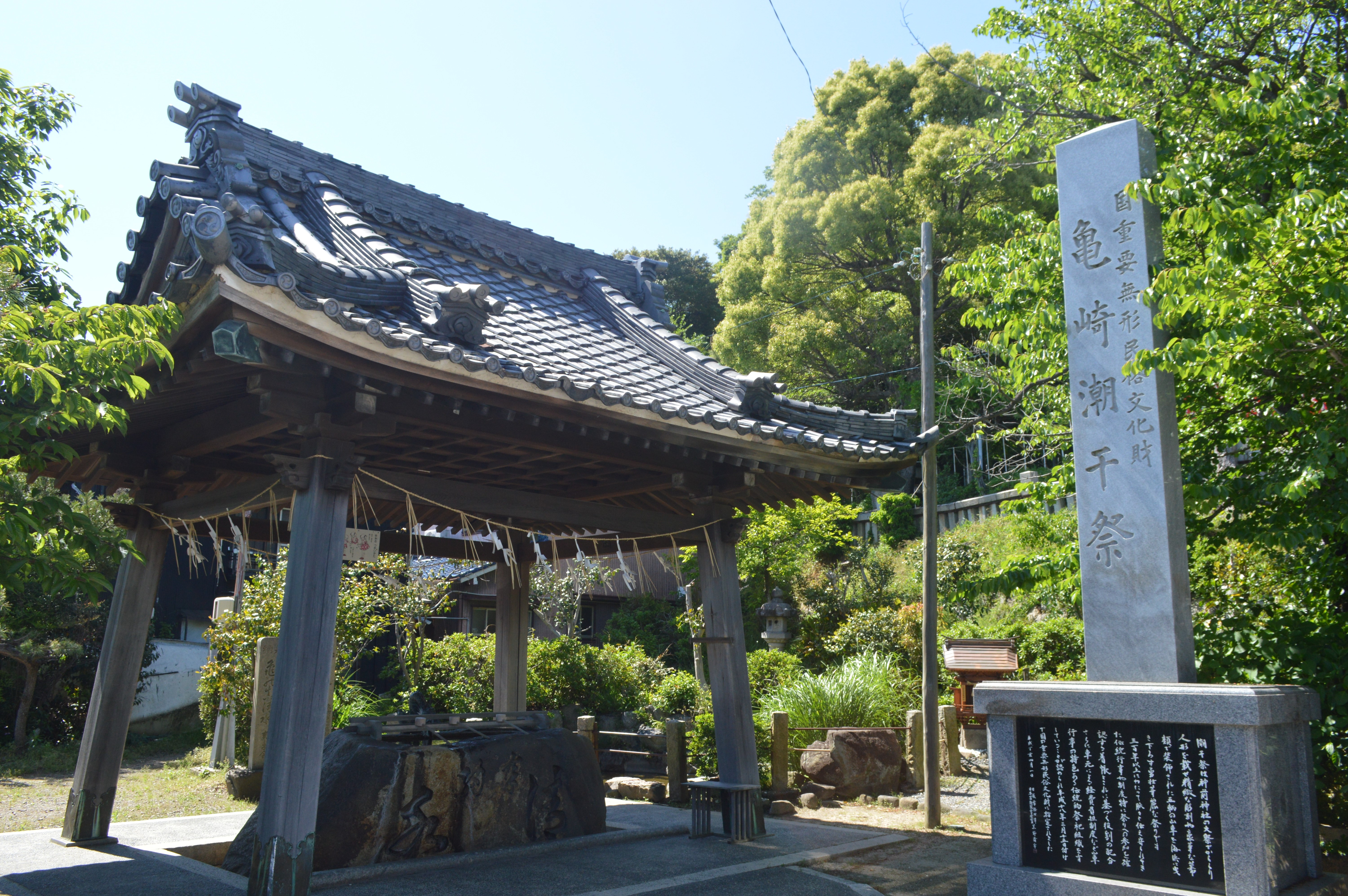
手水舎
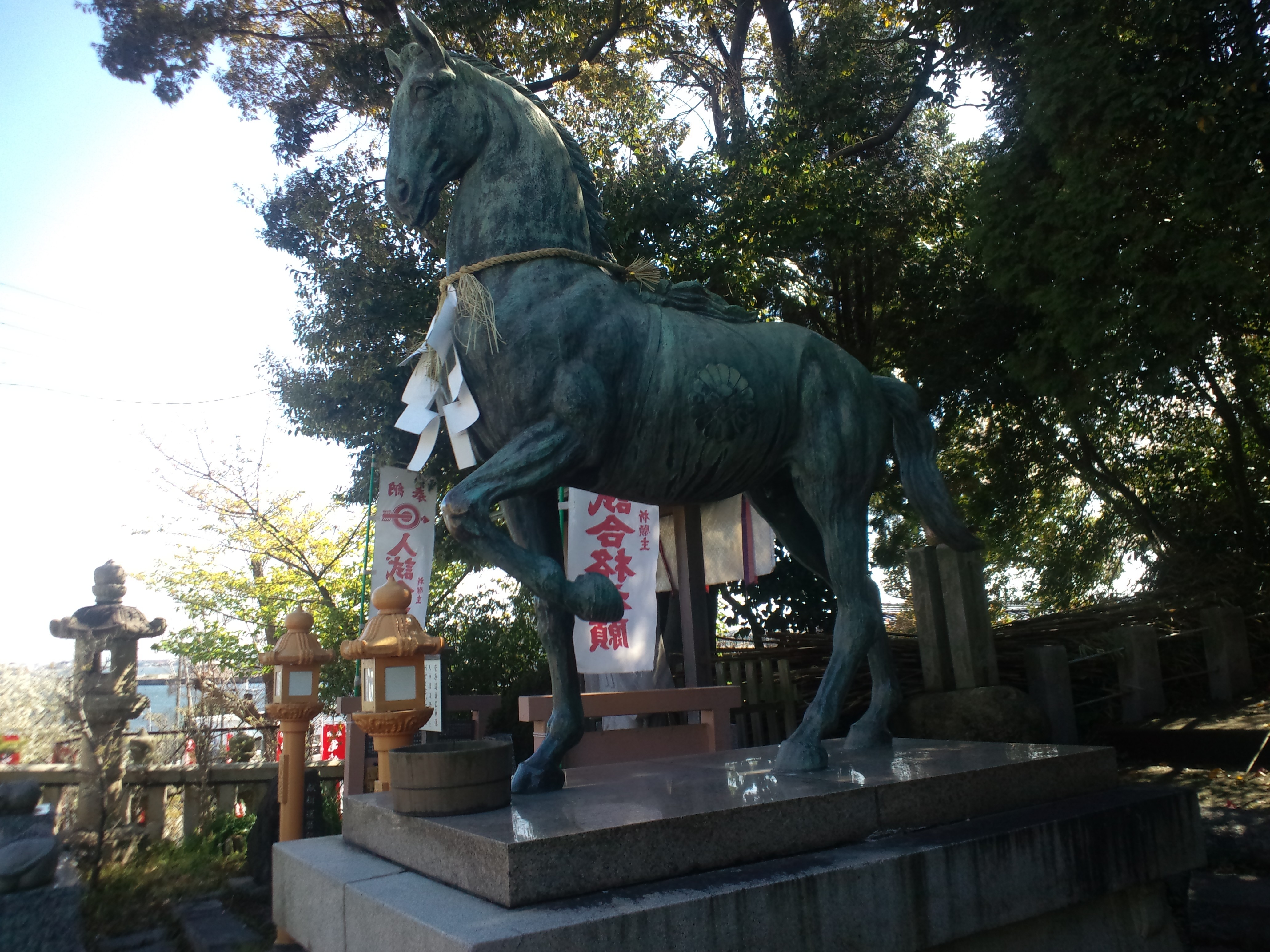
神馬像
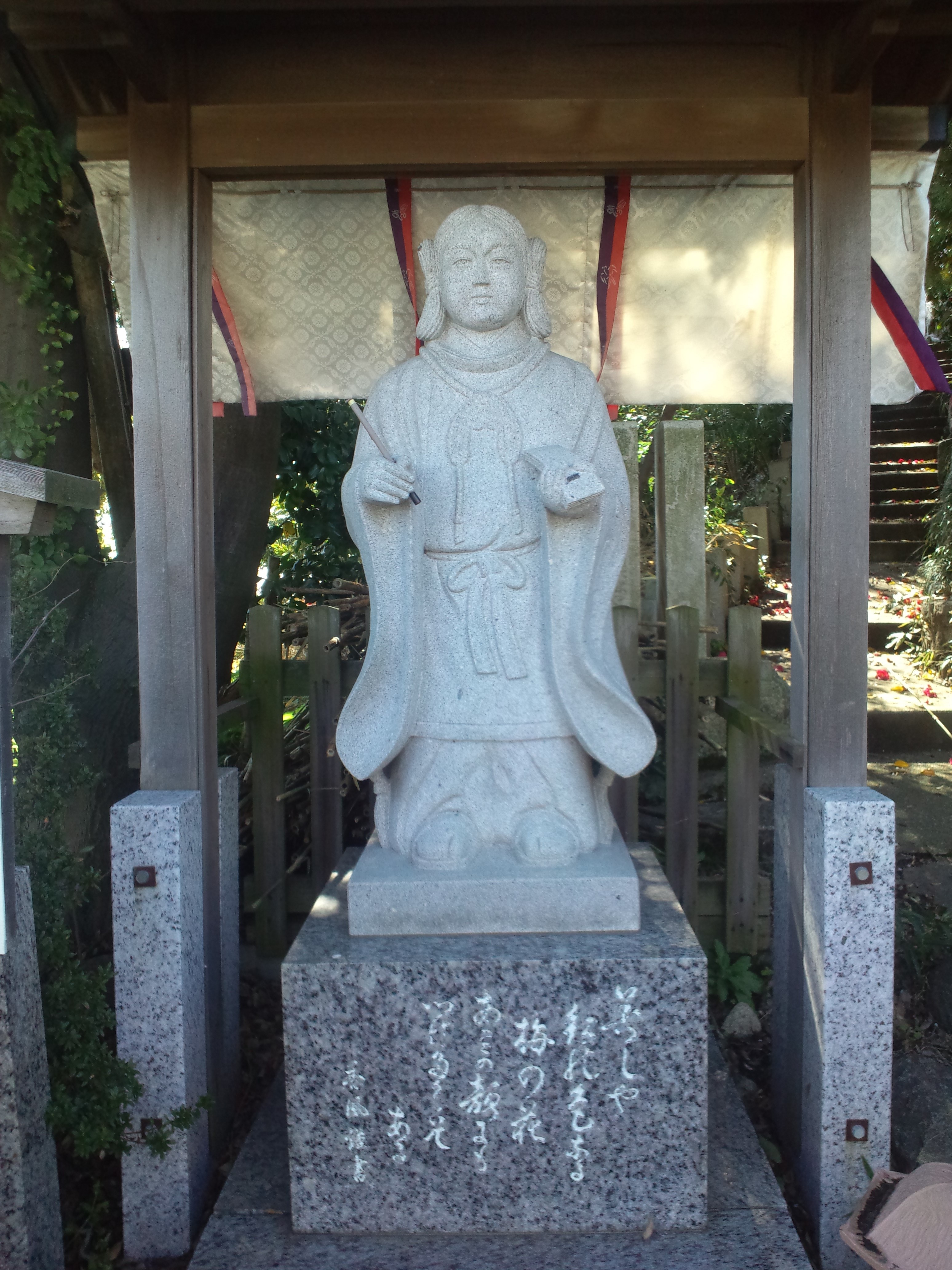
菅原道真像
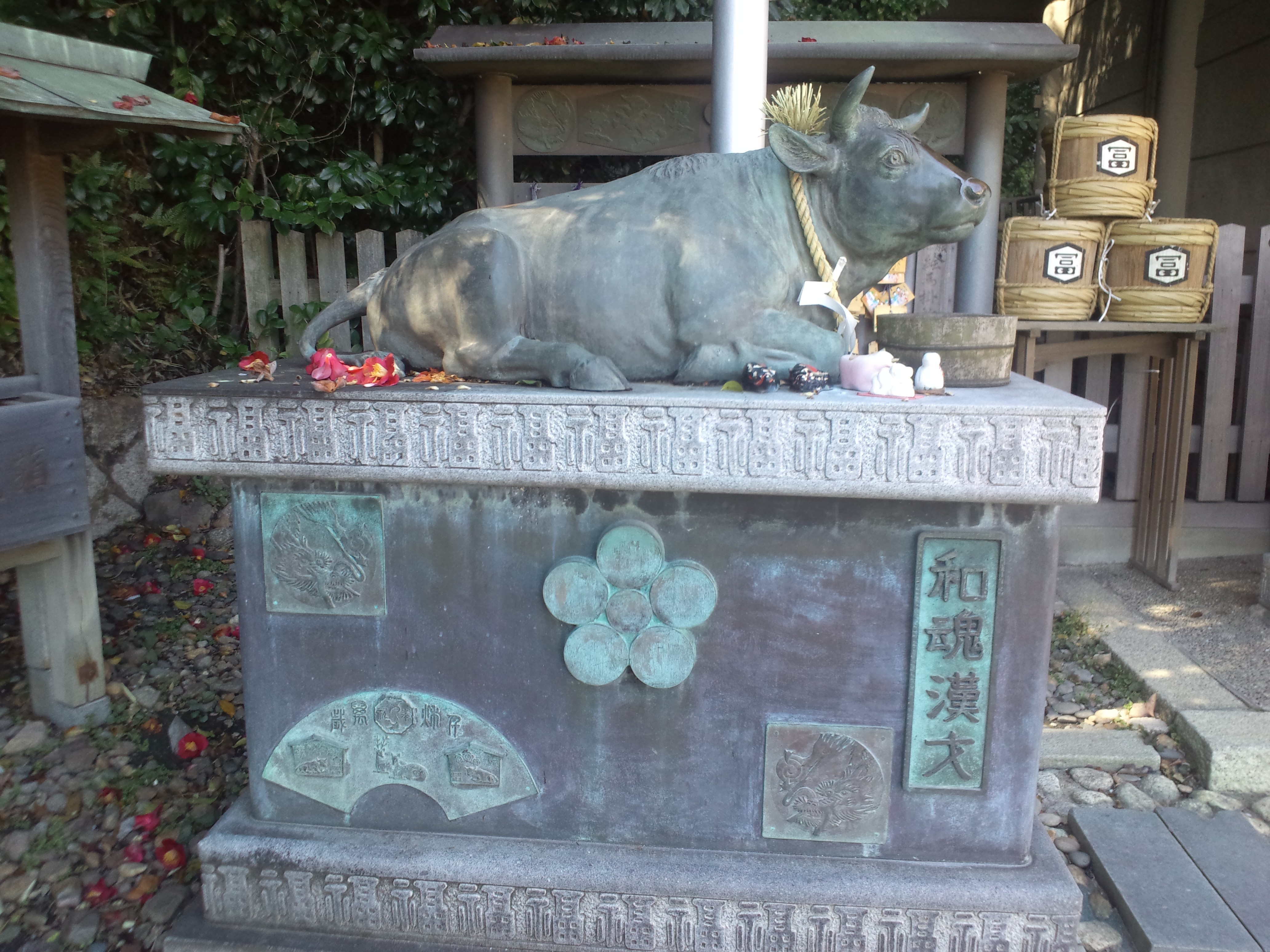
臥牛像
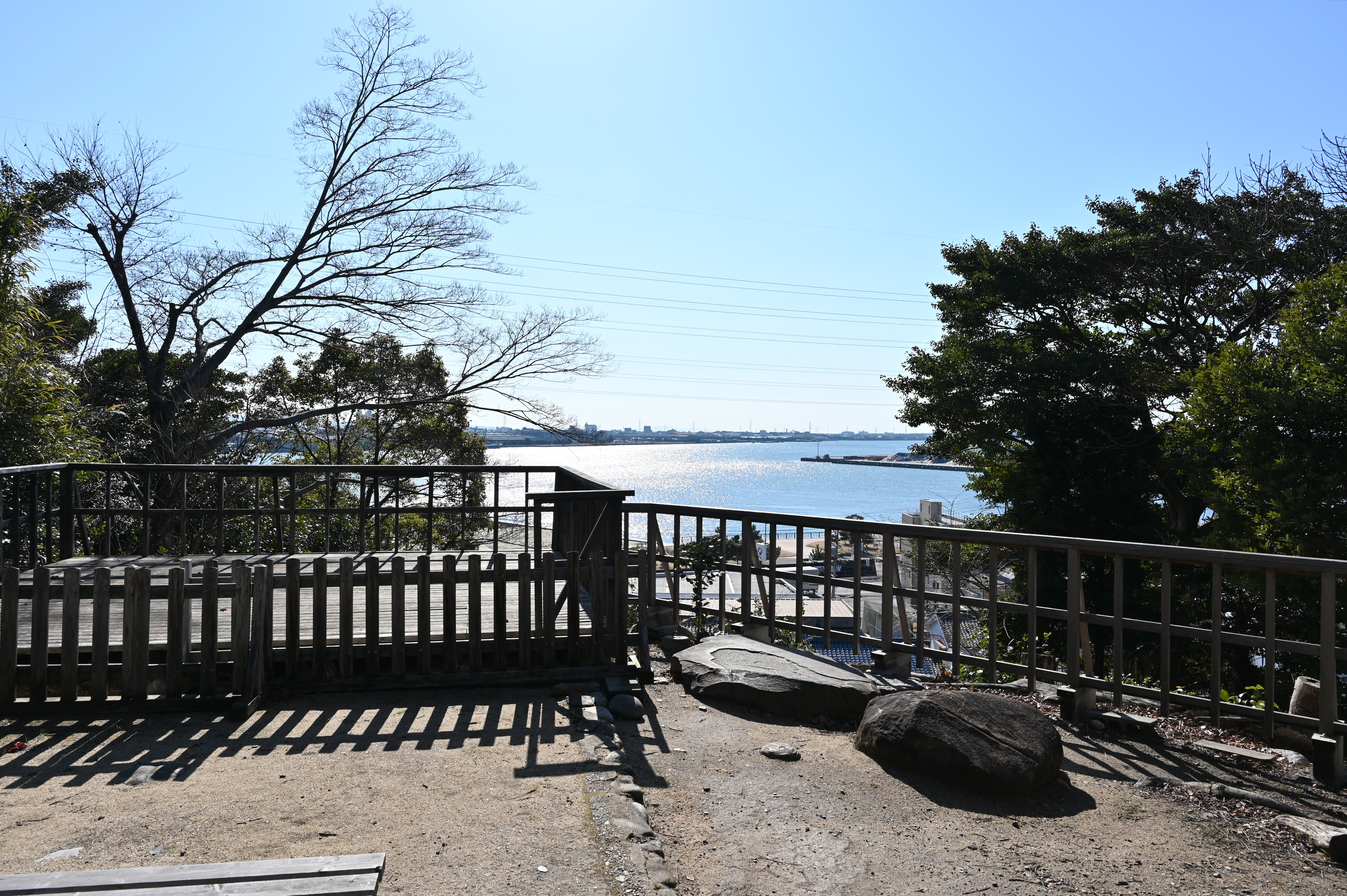
境内奥にある観月亭跡
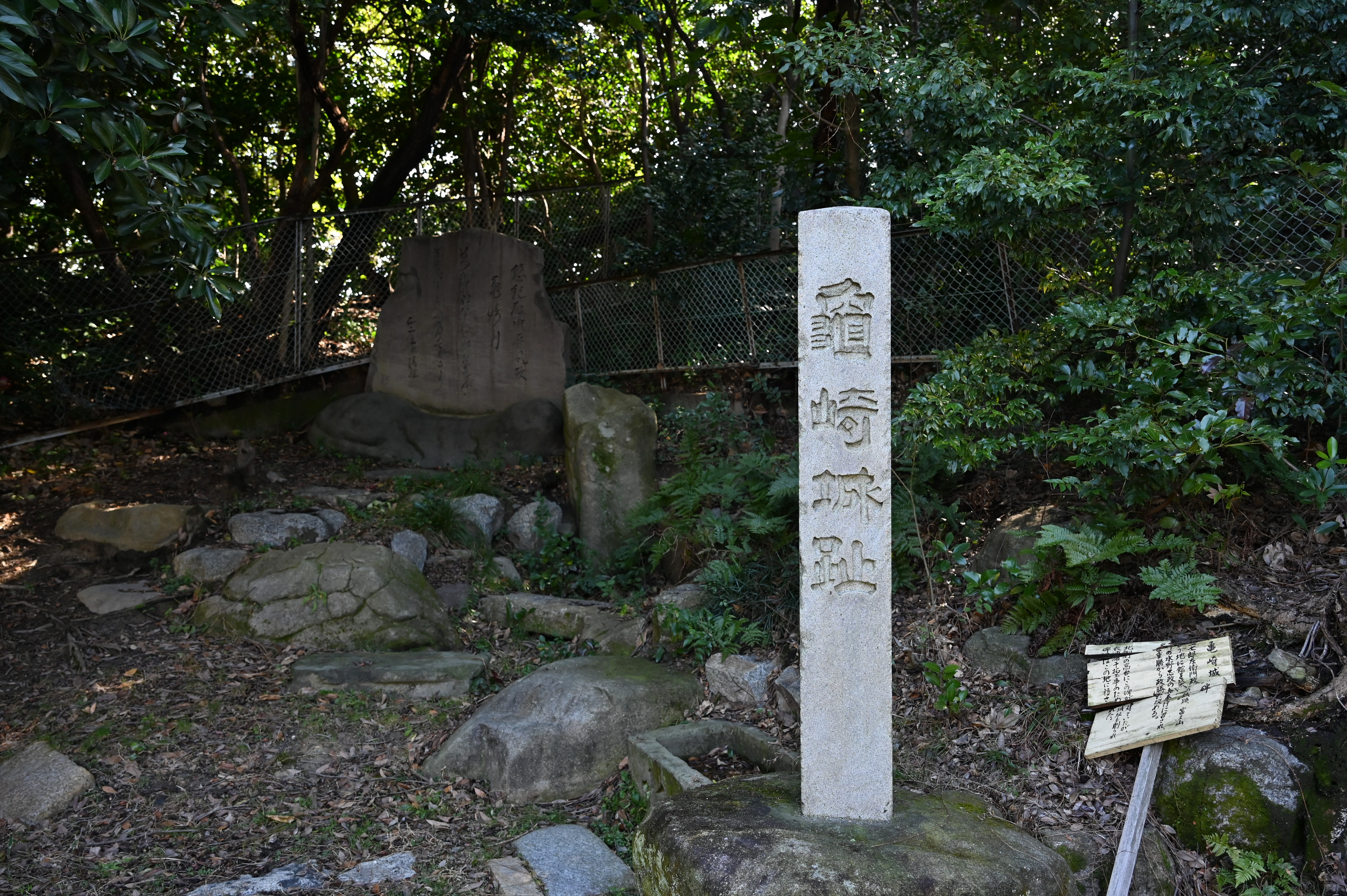
境内奥にある亀崎城址の碑

## 祭礼

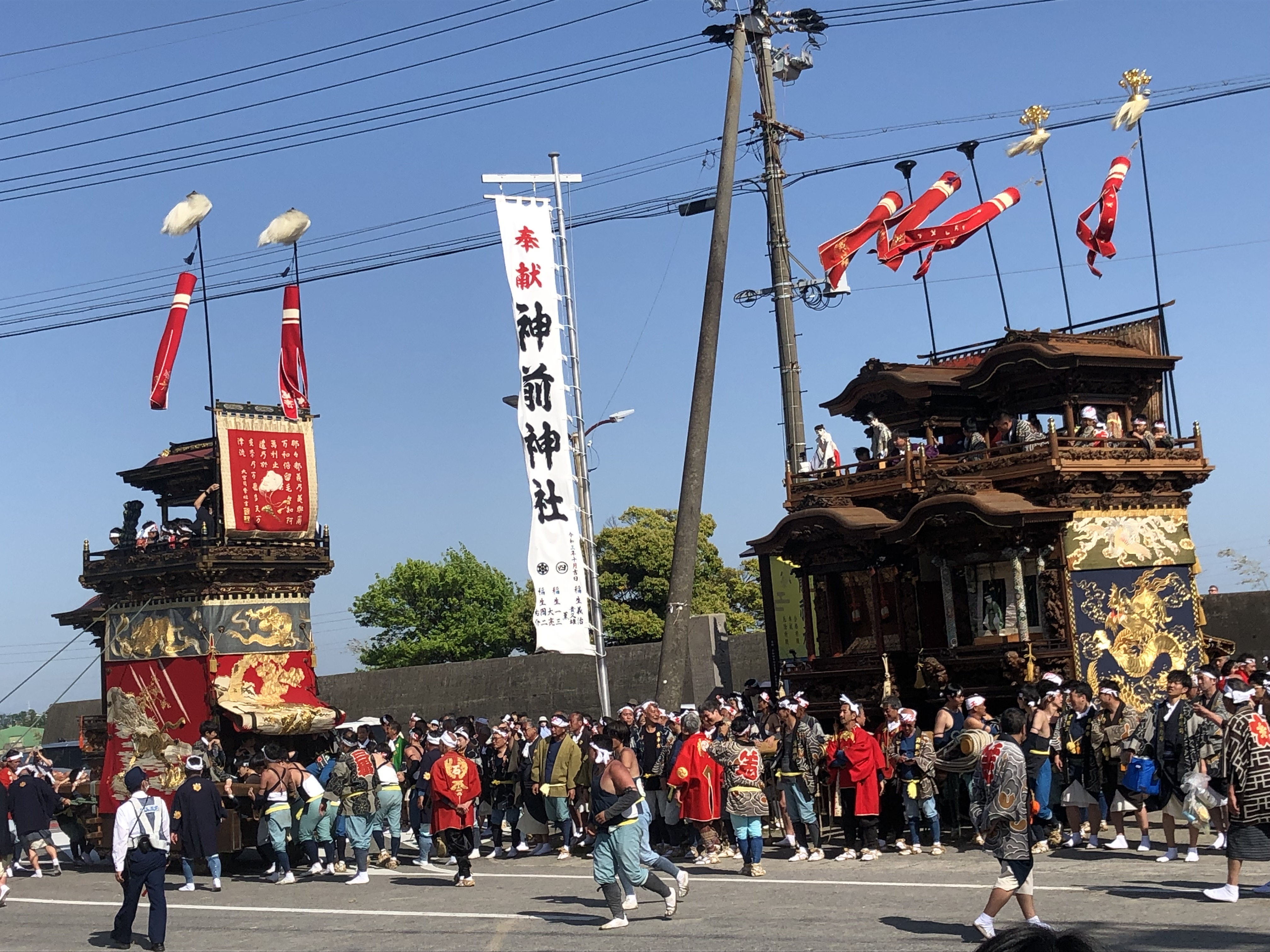
亀崎潮干祭。神前神社前での曳き回し。

毎年5月3日・4日には亀崎潮干祭を開催している。室町時代の応仁・文明年間の頃に初開催されたとされる山車まつりであり、山車の海浜曳き下ろしなどの行事で知られる。
1980年（昭和55年）には「亀崎潮干祭の山車5台」が愛知県有形民俗文化財に指定された。2006年（平成18年）には「亀崎潮干祭の山車行事」が国の重要無形民俗文化財に指定された。2016年（平成28年）には亀崎潮干祭が「山・鉾・屋台行事」の構成遺産としてユネスコの無形文化遺産に登録された。

## 文化財

### 半田市指定文化財
- 亀崎渡船場跡（史跡） - 1979年（昭和54年）4月1日指定。

## 年間行事
- 1月1日 - 歳旦祭
- 2月1日 - 祈年祭
- 4月3日 - 神武天皇祭
- 5月3日・4日 - 亀崎潮干祭
- 6月1日～8日 - 虫封祭（井戸のぞき）
- 6月30日 - 大祓式、お多賀社祭、茅の輪神事
- 9月15日頃 - 神明宮祭、献茶祭
- 10月23日頃 - 例祭（棧掛祭）
- 11月1日～15日	- 七五三祝祭
- 11月23日 - 新嘗祭
- 12月31日 - 大祓式、除夜祭

## 現地情報

### 所在地
- 475-0023：愛知県半田市亀崎町2丁目92番地。

### 交通アクセス
- JR武豊線 亀崎駅から徒歩で約10分。